# 오데사 폭격
오데사 폭격에 관한 문서이다.

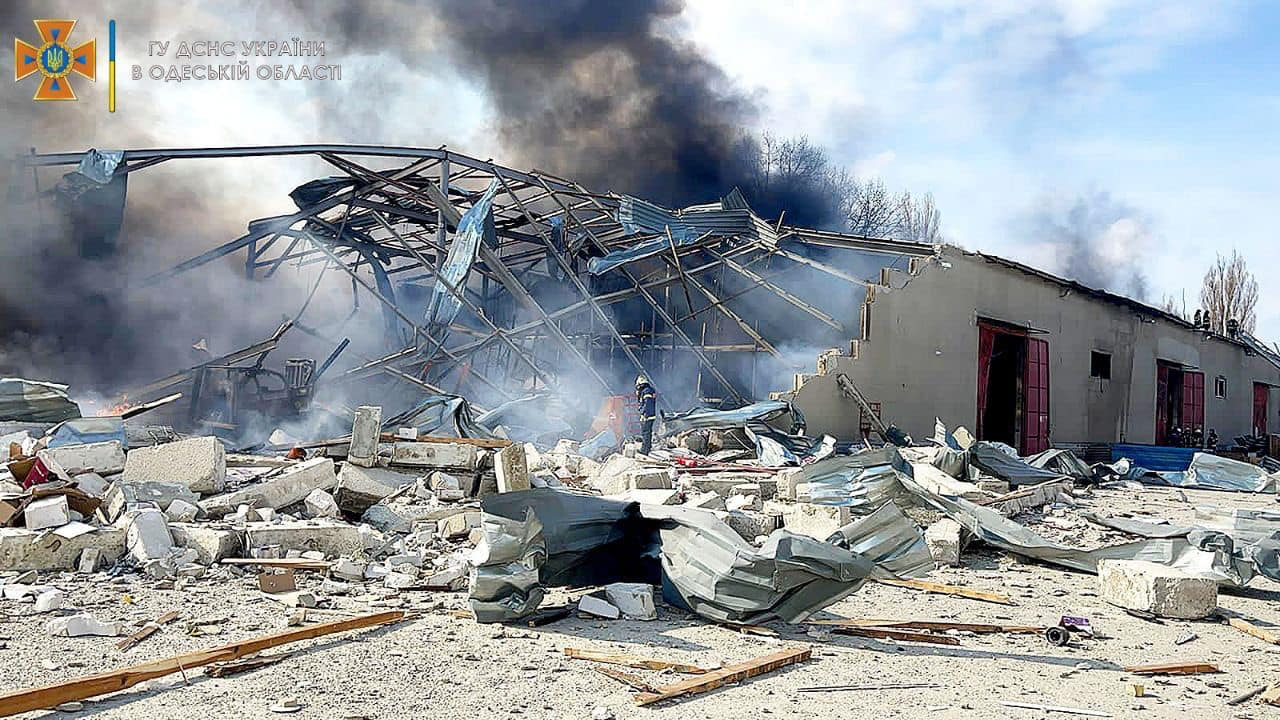

러시아의 우크라이나 침공에 따른 남부 우크라이나 공세 동안, 오데사시와 주변 지역은 분쟁이 시작된 이후 여러 차례 러시아군의 포격과 공습의 표적이 되었으며, 주로 흑해 연안에 위치한 러시아 전함에서 발사되었다. 이 도시는 또한 러시아 순항 미사일의 표적이 되었다.

## 국제 반응
유엔 관리이자 우크라이나 유엔 사무총장인 데니스 브라운(Denise Brown)은 곡물 저장 시설과 항만 인프라에 대한 러시아의 공격을 비난하며 세계 식량 안보를 악화시키고 있다고 말했다. "민간인과 민간 기반 시설은 존중되어야 하며 결코 표적이 되어서는 안 된다."고 말했다. 유엔은 러시아가 오데사의 유네스코 세계문화유산을 폭격한 것을 전쟁범죄로 규정했다.
국제앰네스티는 또한 오데사에 대한 러시아의 공격을 비난했다: "...흑해를 통해 우크라이나 항구로 이동하는 모든 선박을 군사 장비 운반선으로 취급하겠다는 러시아의 위협은 자국의 군사적 목적을 위해 가장 필요한 식량 공급을 박탈할 준비가 되어 있음을 보여준다. 그리고 러시아군이 이러한 방식으로 침략 전쟁을 강화함으로써 러시아는 군사적, 정치적 목적의 인질로 삼고 있다는 분명한 메시지를 보낸다."